# Okenní systém

Okenní systém obsahuje okna, do kterého aplikace vykresluje svoje rozhraní. Dekoraci oken vykresluje správce oken nebo aplikace sama.

Okenní systém (anglicky windowing system) je v informatice jeden z typů grafického uživatelského prostředí (GUI), který pro vytvoření uživatelského rozhraní počítače implementuje paradigma typu WIMP (tj. okno, ikona, menu, ukazatel). Každé běžící aplikaci je přiděleno (zpravidla obdélníkové) okno, do kterého umisťuje své rozhraní, pomocí kterého je uživatelem ovládána. Okna se mohou překrývat na rozdíl od dlaždicového modelu. Okolo každého okna je vykreslena dekorace. O správu oken se stará správce oken. Vykreslování prvků rozhraní a dekorace programátorům zjednodušují různé widget toolkity.